# Vénus de Brizet

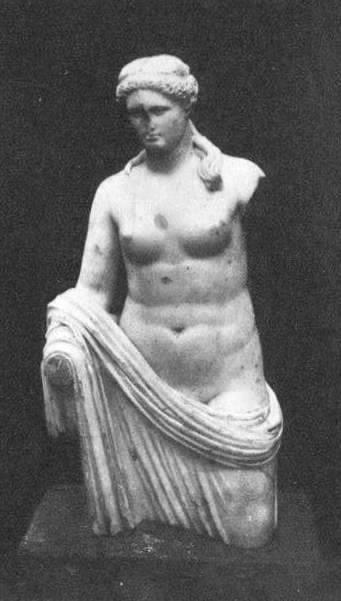
La Vénus de Brizet en 1937.

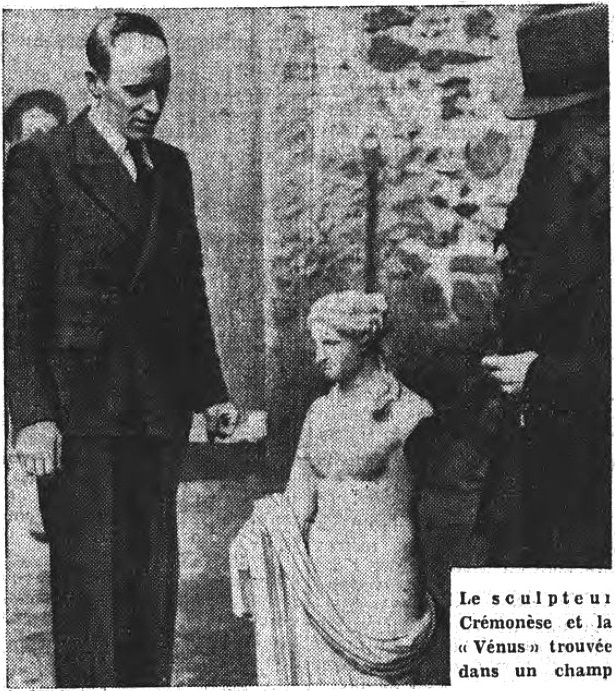
Crémonèse à côté de la statue (mi-décembre 1938).

La Vénus de Brizet (ou Vénus aux navets) est une statue en marbre découverte dans un champ de Saint-Just-sur-Loire (France, département de la Loire) en 1937.
Initialement considérée comme une œuvre d'art de l'Antiquité romaine, elle a été classée à titre objet des monuments historiques en 1938 avant que l'on apprenne qu'il s'agissait en réalité d'une sculpture réalisée en 1936 et enterrée la même année par un artiste qui avait imaginé ce canular à des fins publicitaires et pour faire la démonstration qu'il était possible de faire des sculptures aussi accomplies que les œuvres grecques.

## Histoire

### Invention
L'« invention » a lieu le 28 avril 1937 dans un champ du cret de Brizet, monticule situé à l'est du hameau d'Étrat (commune de Saint-Just-sur-Loire, aujourd'hui partie de la commune de Saint-Just-Saint-Rambert). Labourant son champ de navets (d'où un des noms de la statue), l'agriculteur forézien Jean Gonon découvre une sculpture enfouie sous une cinquantaine de centimètres de terre. Il s'agit d'une statue de femme à moitié nue, mutilée (nez, main droite, bras gauche et bas du corps sont manquants), haute de 86 centimètres et pesant 87 kilos.
Gonon prévient un archéologue amateur, Jean Renaud, membre de la société savante locale, la Diana de Montbrison, alors présidée par Noël Thiollier, conservateur régional des monuments historiques. Sur la base de photographies envoyées par un autre membre de la Diana, l'helléniste Mario Meunier, ancien secrétaire de Rodin, des experts tels qu'Adrien Blanchet, membre de l'Académie des inscriptions et belles-lettres, et Alexandre Philadelpheus, directeur du Musée national archéologique d'Athènes, datent la statue de la fin du IIe siècle (la coiffure rappelant celle de l'impératrice Faustine la Jeune) et estiment que cette Vénus anadyomène de style néo-attique est la copie romaine d'une Aphrodite grecque.

### Découverte relayée par la presse
Informé par Thiollier, la revue L'Illustration en fait état dans son numéro du 19 juin 1937. Par sensationnalisme, elle n'hésite pas à évoquer le nom du sculpteur antique Phidias. Relayée par de nombreux journaux et revues, cette découverte a un retentissement national. Moins d'un an plus tard, le Journal officiel du 18 mai 1938 annonce que la Vénus de Brizet a été classée parmi les monuments historiques par décret du 13 mai précédent,.

### Révélation
Dès le mois de novembre 1938, un journaliste de la revue Reflets révèle la vérité : la statue n'est pas antique puisqu'il s'agit de l’œuvre d'un jeune artiste stéphanois d'origine italienne, François Crémonèse (1907-2002). Celui-ci, après avoir sculpté la statue dans du marbre de Toscane (d'après un modèle en plâtre pour lequel a posé une jeune Polonaise, Anna Strumika), avait enterré sa création le 9 octobre 1936, à l'insu de Gonon, afin de préparer un canular destiné à faire connaître son talent. Le procédé n'était pas nouveau car il avait déjà été pratiqué par Michel-Ange. Afin de convaincre Thiollier et Meley, conservateur du musée de Saint-Étienne, Crémonèse présente et colle les morceaux manquants de la statue en décembre 1938.
Déclassée par décret du 21 octobre 1939, la Vénus n'est cependant pas restituée à son auteur, Gonon en restant propriétaire par décision de justice du 26 mai 1939,.

### Faible carrière subséquente
Le monde de l'art ne pardonne pas sa supercherie à Crémonèse. Il ne reçoit aucune commande officielle et, après la guerre, devient staffeur ornemaniste, tout en continuant à sculpter pour son plaisir.
Sa localisation actuelle est inconnue.